# Holding Hope
Holding Hope es una película nigeriana de 2010 escrita por Uduak Isong Oguamanam, producida por Emem Isong y Uche Jombo y dirigida por Desmond Elliot. Está protagonizada por Desmond Elliot, Uche Jombo y Nadia Buari, presentando a Abiola Segun Williams. Se estrenó en Lagos el 8 de agosto de 2010, junto con Bursting Out y recibió críticas que iban de mixtas a positivas. Por su interpretación Nadia Buari y Moyo Lawal fueron nominadas a "Mejor actriz en un papel secundario" y "Actuación más prometedora (femenina)" respectivamente en los Best of Nollywood Awards 2012.

## Sinopsis
La Sra. Badmus (Abiola Segun Williams) es la propietaria del imperio empresarial multimillonario Da Costa Holdings, pero su hijo Olumide (Desmond Elliot) es muy rebelde y no está interesado en dirigir el negocio. Tras revelar a su hijo que padece de cáncer en etapa terminal, le dice que su deseo es verlo casarse con Hope (Uche Jombo), la directora financiera de la empresa. Olumide orquesta un plan con su novia, Sabina (Nadia Buari) y comienza a fingir su amor por Hope, esperando el día en que muera su madre. Sin embargo, su madre estipula que tiene que estar casado con Hope para tener sus propiedades; de lo contrario solo Hope será la heredera. Olumide no tiene más remedio que casarse con Hope, pero continúa su relación con Sabina. Hope, que sigue siendo una esposa buena y fiel a pesar de la actitud de su marido, descubre que sufre de leucemia. 

## Elenco
- Desmond Elliot como Olumide Sydney Badmus
- Nadia Buari como Sabina
- Uche Jombo como Hope
- Ngozi Nwosu como madre de Sabina
- Abiola Segun-Williams como Sra. Badmus
- Rukky Sanda como Chioma
- Moyo Lawal como Primo de Hope
- Ken Odurukwe como Mr Rotimi
- Emeka Duru como gerente

## Producción
El guion de la película se inspiró en el relato de tres supervivientes de cáncer; Desmond Elliot y Uche Jombo creían en el proyecto por lo que se unieron a Emem Isong para producirla de manera ejecutiva. Hablando sobre la película, Jombo, quien tuvo que perder una cantidad significativa de peso para su personaje, afirma: "queremos hacer llorar, reír y quizás hacer una pausa y pensar al mismo tiempo". Para dar vida a Hope, Jombo se sometió a una dieta estricta con la cual perdió cincuenta libras de peso. Debido a eso, mientras participaba en algunos eventos antes del anuncio oficial de la película, se comenzó a comentar sobre su estado de salud. La película se rodó en Lagos. Uno de los pacientes con cáncer, cuya historia inspiró la realización de la película y se describe en uno de los personajes, murió durante el transcurso del rodaje.

## Lanzamiento
El avance oficial fue lanzado el 14 de julio de 2010. La película fue estrenada el 8 de agosto de 2010 en los Silverbird Cinemas en Lagos, junto con Bursting Out, otra película de la Royal Arts Academy. Fue la segunda vez que Royal Arts Academy estrenó dos largometrajes el mismo día, después de su doble estreno de Guilty Pleasures y Nollywood Hustlers el año anterior. La sala de cine se llenó por completo durante el estreno, haciendo necesario habilitar una segunda sala. Se estrenó el 5 de septiembre de 2010 en Dallas, Texas.
Se lanzó en VCD en dos partes, con una duración aproximada de una hora cada una. También fue lanzada en plataformas VOD como Distrify e Iroko TV.

## Recepción

### Recepción de la crítica
Recibió críticas que iban de mixtas a positivas. Principalmente se eligió su cinematografía, el mensaje emocional, la música e interpretación de Uche Jombo, mientras su mala calidad de sonido, edición, partitura musical ocasionalmente inapropiada y, en general, una producción pobre fueron los aspectos negativos señalados. Nollywood Reinvented la calificó dándole un 52%, elogió la actuación de Uche Jombo, la banda sonora de la película y comentó: "En su mayor parte, estaba compuesta por motivos que habíamos visto antes. Había signos muy obvios de una cinematografía potencialmente excelente dentro de esta película, pero no podía entender por qué de repente el color y el tono simplemente cambiaban cuando no era un recuerdo, un sueño o algo por el estilo, las voces también estaban desincronizadas. NollywoodForever le otorgó una calificación del 84%, elogió la cinematografía y concluyó: "Me llevaron a una montaña rusa emocional de sentir enojo y luego felicidad. Me encantó que Uche y Desmond actuaran juntos, hay una química agradable y cómoda que se traduce perfectamente en la pantalla". Aghwana Amelia la calificó con un 8 sobre 10, afirmando: "Es una película con mucha moral. El director es muy creativo utilizando diferentes tipos de ángulos, tomas, efectos, movimiento y sin limitarse a sí mismo. El elenco pudo demostrar sus buenas dotes de actuación, que retrataban a los personajes como deberían ser vistos".

### Reconocimientos
Nadia Buari fue nominada a "Mejor actriz secundaria" en los Best of Nollywood 2012, mientras que Moyo Lawal también fue nominada a en los mismos premios.